# 동전검

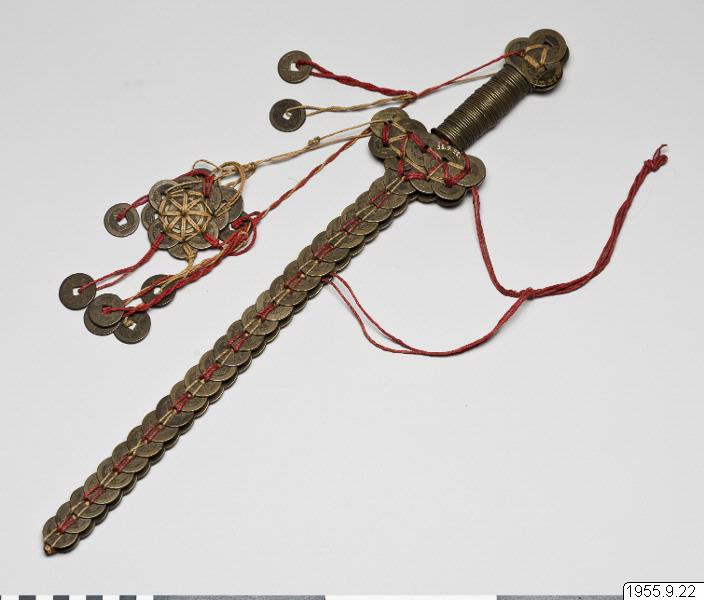

동전검(銅錢劍)은 중국 풍수에서 벽사(僻邪)용으로 사용하는 염승전의 일종이다. 구리주화(동전)를 칼 모양으로 엮어 만든다. 주로 남중국에서 사용한다.